# Nel regno della felicità
Nel regno della felicità (Old King Cole) è un cartone animato del 1933, incluso nella collana Sinfonie allegre, basato sul personaggio di un'omonima fiaba popolare britannica, uscito il 29 luglio 1933.

## Trama
Una notte in un paese incantato, tutte le creature della favole escono dai loro libri per recarsi nella reggia di Re Cole, il sovrano di tutte le favole. Dentro la grande sala dei banchetti vengono presentati vari numeri e spettacoli recitati da ogni animale immaginabile, fino a quando scocca la mezzanotte e ogni creatura fa ritorno nel proprio libro, compreso il loro sovrano.

## Edizioni Home Video

### DVD
Il cortometraggio è stato incluso nel DVD Le fiabe volume 4: La lepre e la tartaruga e altre storie.